# РЧ-модулятор

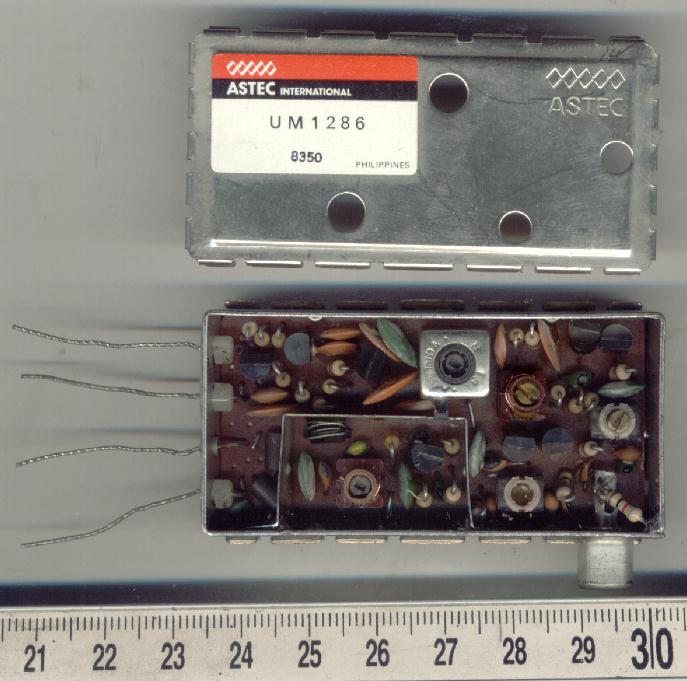
Модулятор ASTEC UM 1286 діапазону дециметрових хвиль зі знятою верхньою кришкою корпуса

РЧ модулятор (або радіо частотний модулятор) - електронний пристрій на вхід якого надходить основний сигнал, який використовують для модуляції джерела радіочастоти.
РЧ модулятори використовують для перетворення сигналів від пристроїв, таких як медіа плеєри, відеомагнітофони та гральні консолі у формат, який зможе прийняти пристрій, що приймає модульований РЧ вхідний сигнал, такий як радіо або телевізійний приймач.

## Історія
До появи спеціалізованих стандартів відео конекторів, таких як SCART, телевізори розроблювалися лише для приймання сигналів за допомогою антени: сигнали, що створювалися на телевізійній станції, передавалися в ефірі, і потім сприймалися антеною, а наступна демодуляція їх відбувалася у телевізорі. Із розвитком з'явилося обладнання, що дозволило використовувати телевізійний приймач і телевізійний дисплей для виведення на екран зображення з різних пристроїв, таких як відеомагнітофони, DVD-програвачі, і перші домашні комп'ютери, та гральні відео консолі, сигнал яких модулювався і передавався на антенне гніздо телевізора.
Антенний конектор є стандартним і присутніми у всіх телевізорах, навіть у найстаріших. Оскільки більш пізні телевізори містили вже композитні, S-Video, і компонентні роз'єми, що дозволяли пропустити кроки модуляції і демодуляції, модулятори більше не входили в склад стандартного обладнання, а РЧ модулятори тепер здебільшого є окремими продуктами, які купують як правило для того, щоб запустити в роботу новіше обладнання, таке як DVD програвачі в комунікації з старими телевізійними станціями.